# Петито, Жан-Луи
Жан-Луи́ Петито́ (фр. Jean-Louis Petitot; 2 января 1653 года, Блуа — 29 октября 1702 года, Кё-ен-Бри) — французский художник; старший сын из семнадцати детей живописца Жана Петито, прозванного Рафаэлем портретной миниатюры, и занимавшийся тем же искусством, что и отец.

## Биография и творчество
После учёбы под руководством отца Жан-Луи Петито уехал в Англию, в Лондон, чтобы завершить обучение у Сэмюэля Купера. В 1682 году Петито переехал в Париж. В следующем году он женился на Мадлен Бордье, дочери живописца-эмальера Жака Бордье. В 1695 году он вернулся в Лондон, где жил до самой смерти. Он написал множество портретов акварелью на пергаменте, а также портретов маслом. Его акварельные миниатюры утрачены. Всё, что осталось от его творчества, — это эмали на меди, которые имели меньший успех, чем эмали его отца, но также отличаются удивительным качеством тончайшего письма. Его миниатюрные портреты на эмали короля Карла II, Петра Великого, герцога Беррийского, принадлежат к числу лучших произведений подобного рода. Многие из них хранятся в Музее Виктории и Альберта в Лондоне.

## Галерея

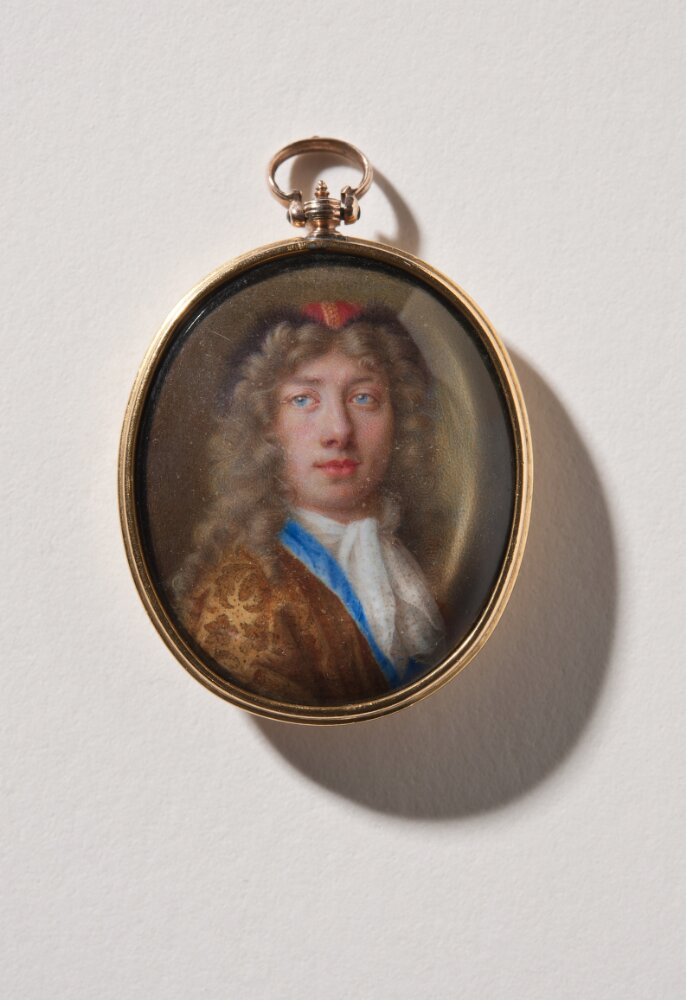
Автопортрет. 1676. Эмаль. Национальный музей изобразительных искусств, Стокгольм
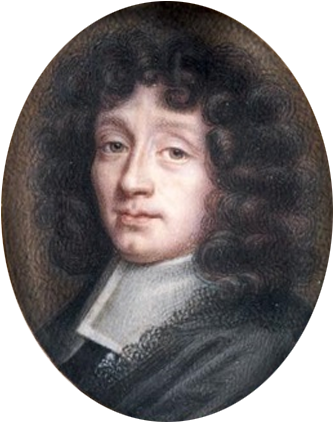
Жан-Батист Кольбер де Торси. Ок. 1689. Бумага, акварель. Частное собрание
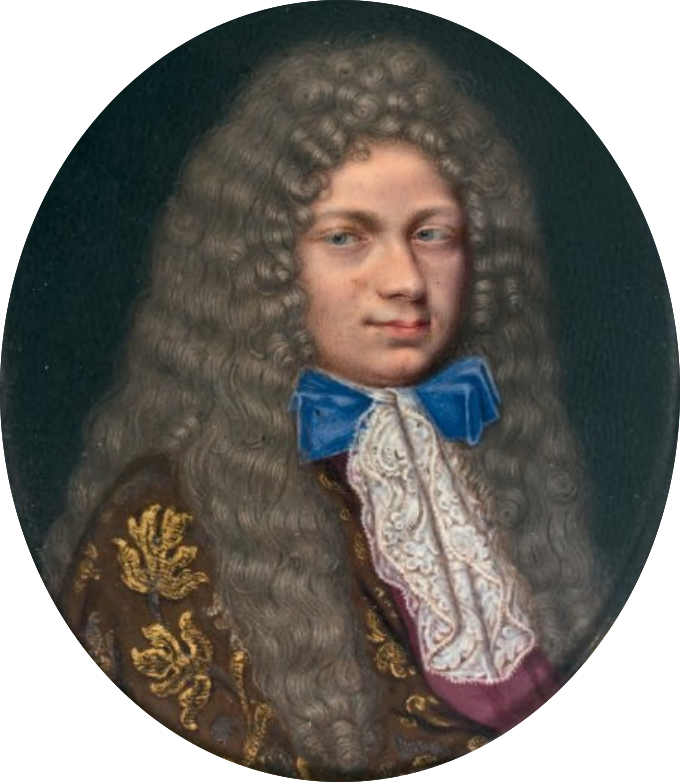
Антуан де Дампьер, сеньор де Селинкур. Между 1681 и 1684. Эмаль
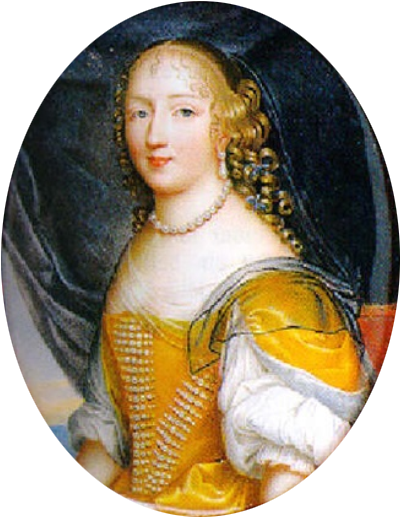
Портрет молодой знатной английской дамы. Эмаль. Частное собрание
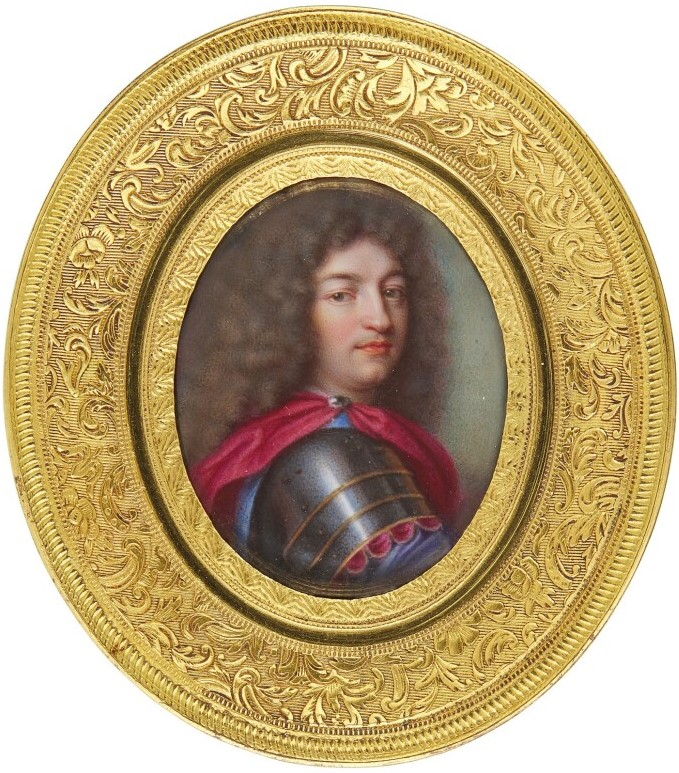
Портрет знатного господина. 1694. Эмаль. Частное собрание